# Les Maîtres de l'univers
Pour les articles homonymes, voir Les Maîtres de l'univers (homonymie) et MOTU (homonymie).
Les Maîtres de l'univers (Masters of the Universe) est une licence et franchise appartenant à la société américaine Mattel.
Créée en 1981, elle met principalement en scène le personnage du Prince Adam, alias Musclor, et son combat contre Skeletor et les Génies du Mal sur la planète Eternia. En 1984, avec l'introduction d'une ligne dérivée intitulée La Princesse du Pouvoir, elle commence également à suivre les aventures de la sœur jumelle d'Adam, la Princesse Adora, alias She-Ra, qui se bat contre la Horde sur une planète voisine, Etheria. La franchise mélange des éléments médiévale, de fantastique et de science-fiction.
Elle commence à l'origine en tant que ligne de figurine articulée avant de s'étendre à la télévision avec plusieurs séries d'animation. Elle est composée d'une large ligne de produits dérivés avec notamment des comics, des jeux vidéos, de la papeterie, des lignes de vêtements ou encore des romans et des magazines.

## Histoire
En 1981, Mattel lance la gamme de jouets aux États-Unis puis décide de créer une série animée, afin de servir à sa promotion. C'est ainsi que Filmation crée en 1983 le dessin animé qui devient rapidement un succès mondial. Cette série-culte fera l'objet de spin-offs, de remakes et se verra déclinée en une multitude de produits dérivés dans le monde entier.
À la suite du succès du comics Conan le Barbare des années 1970 et des figurines de Star Wars au début des années 1980, Mattel cherche à lancer une nouvelle gamme de jouets heroic fantasy. Les droits de Conan étant fort onéreux et l'univers trop violent et trop adulte, Mattel, après une production-test infructueuse décide de lancer un « barbare » inédit : He-Man (Musclor), tout en conservant les moules originaux, mais en changeant subtilement le design. Il s'avère par ailleurs que les enfants interrogés préfèrent un héros blond. Mattel a l'idée de créer une gamme très vaste, pas seulement centrée sur son héros, mais également sur des alliés, ennemis et accessoires toujours plus nombreux. Ajouté à cela, la firme fournit dans chaque blister un comics relatant une aventure des différents personnages.
Avec un conditionnement soigné (les illustrations sur les boites et blisters sont pour la plupart superbes) et une publicité régulière, la gamme remporte dès le début un accueil favorable.
La couleur blonde est aussi un moyen de rompre définitivement avec Conan, bien que le nom original soit très proche (Conan, He-man).
Le droit américain interdisait jusqu'alors de créer une série basée sur une gamme de jouets[réf. nécessaire]. L'abrogation récente de la loi d'interdiction[réf. nécessaire] permet à Mattel de commander une série animée pour servir à la promotion de sa gamme de jouets auprès de Filmation. En empruntant à des séries telles que Mightor, Samson & Goliath, Arok le barbare et surtout Blackstar, Filmation va développer une mythologie et un univers cohérents avec une grande liberté créative vis-à-vis de Mattel.
Les concepts de barbare et l'aspect « lugubre » du Château des ombres des premiers comics sont abandonnés et Musclor devient un prince, possédant une identité secrète et une force fabuleuse lorsqu'il lève son glaive magique. Le Prince Adam récite la même formule dans chaque épisode, ce qui va marquer les jeunes spectateurs.
Tous les personnages sont remaniés et parallèlement, les scénaristes décident d'en créer de nouveaux dont certains seront à leur tour intégrés dans la gamme de jouets. Cette formule assure à Mattel un succès phénoménal et planétaire, les ventes des figurines de Masters of the Universe (MOTU) dépassant celles de Barbie, Hot Wheels et Big Jim.
En 1984, Mattel décline une gamme de jouets dérivée destinée aux fillettes et centrée sur la sœur de Musclor : She-Ra, la princesse du pouvoir. Filmation crée une série spin-off en 1985 qui se veut moins ciblée « filles » et davantage une suite aux Maîtres de l'univers. Les personnages assurent en effet autant la promotion des nouvelles figurines de MOTU que de She-Ra. L'histoire est inspirée de loin de Star Wars : rébellion luttant contre un empire conquérant, une sœur et un frère jumeaux qui s'ignorent (Adam et Adora).
Mais le filon de Mattel a fait des émules (chez Hasbro ou Kenner) et les deux gammes disparaîtront, victimes de la concurrence, après 8 ans d'exploitation. Mais cette longévité exceptionnelle et la créativité de Filmation a fait entrer Musclor et She-Ra dans le panthéon des personnages-cultes des années 1980. Les décennies qui suivent, la licence sera relancée plusieurs fois sous forme de films live, séries animées ou gammes de jouets.

### Personnages

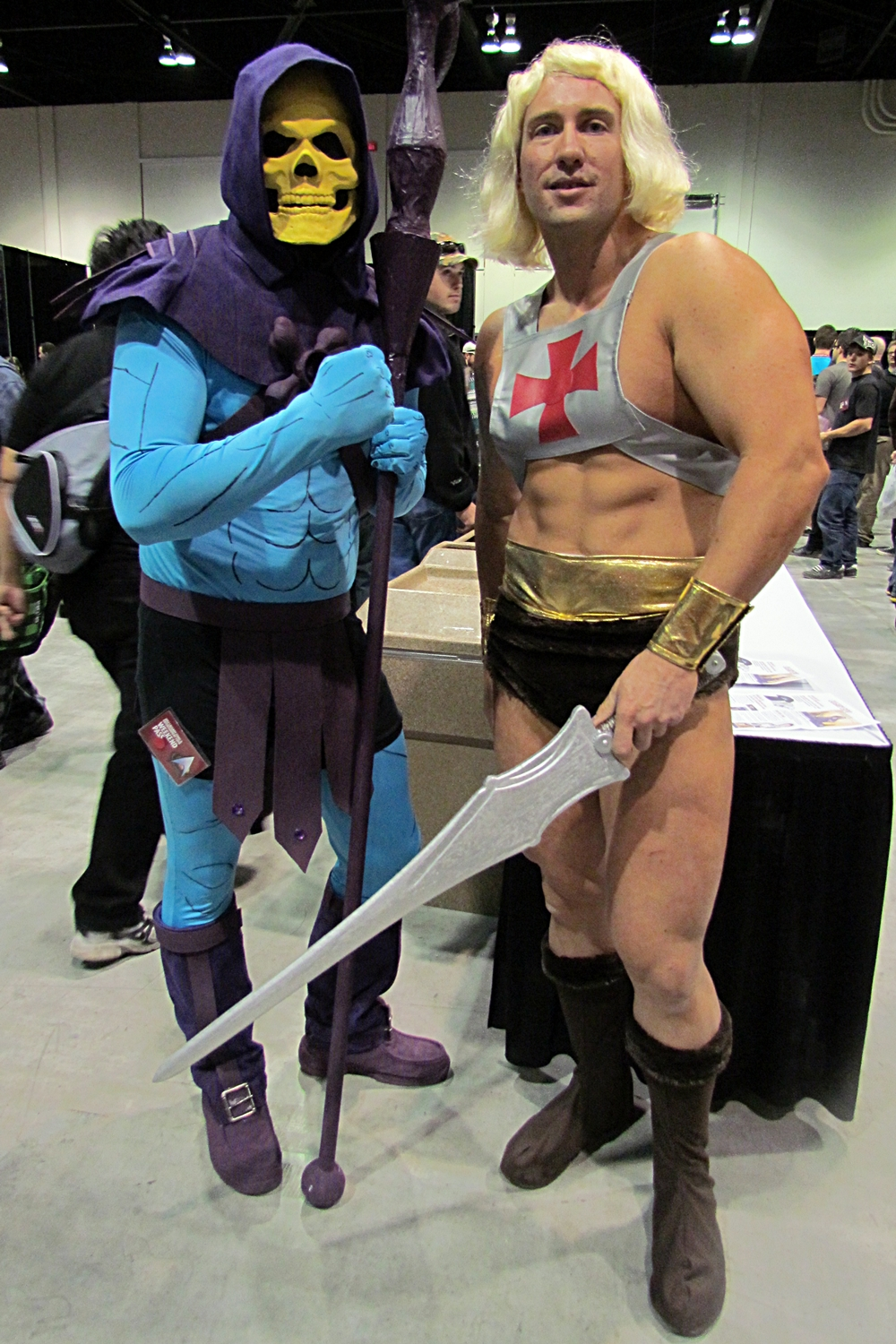
Cosplay de Skeletor et He-Man.

Pour le dessin animé Les Maîtres de l'univers, Filmation a développé un univers extrêmement riche et cohérent qui dépassait le cadre de la gamme de jouets de Mattel. Le soin apporté par les producteurs Lou Scheimer et Hal Sutherland ainsi que les nombreux scénaristes sont pour beaucoup dans le succès de la série.
Un autre dessin animé a vu le jour en 2002 par le studio Mike Young Production (MYP). Nous pouvons y retrouver la plupart des personnages principaux, mais leur aspect graphique a été modernisé. Ce dessin animé sans succès n'a pas été traduit en français.

## Les déclinaisons de la franchise
Toutes les figurines issues de la gamme créée par Mattel sont articulées au cou, épaules, buste (à retour rapide actionné par un ressort intérieur) ainsi qu'aux jambes. Toutes les autres figurines sont similaires en taille et possèdent un accessoire (en général une arme mais ce peut être autre chose). Chaque boîte d'emballage comprend également une mini bande dessinée relatant les aventures du héros concerné. Les premiers jouets furent commercialisés dès 1981 bien avant la diffusion du dessin animé (1984). C'est à la suite de l'énorme succès commercial de cette gamme de jouets que les aventures des "Maîtres de l'univers" furent créées sous forme de dessin animé.

### Lignes de jouets
- Figurines Les Maîtres de l'univers « vintage » (1981-1987) : c'est la gamme originale par laquelle tout a commencé. Pendant une durée exceptionnelle de 7 ans, la gamme proposera quelque 70 figurines d'action articulées, 4 ensembles de jeu, multiples véhicules, montures et accessoires, tous accompagnés d'un conditionnement soigné.

- Figurines She-Ra, la princesse du pouvoir (1985-1987) : ligne dérivée de la précédente et destinée aux filles (avec des blisters roses). Bien que de bonne facture, cette gamme remportera moins de succès.
- Figurines He-Man le Héros du futur (1989-1992) : après le déclin des deux gammes précédentes, Mattel a tenté un relancement futuriste de Musclor. Malgré une gamme de qualité, le succès n'a pas été au rendez-vous.
- Figurines commémoratives Les Maîtres de l'univers - réédition des figurines classiques (2000-2001) : à l'occasion des 20 ans des Maîtres de l'univers, Mattel a réédité 18 figurines de la gamme originale de 1981, avec des blisters et des minicomics identiques.
- Figurines Masters of the universe "200X" - nouvelle série (2002-2003) : ce remake de la gamme des MOTU est soigné dans les moindres détails et destiné aux fans de la première série devenus adultes.
- Statues Masters of the universe (NECA) (2003-2008) : ligne de mini-statues produite en résine qui poursuit la ligne MOTU prématurément abandonnée par Mattel.
- Figurines Masters of the universe Classics (2008- (2020) : nouvelle ligne de figurines très fidèle à la série vintage et dotée d'un grand nombre d'articulations.
- Figurines Masters of the universe "Origins"(2019)-(....) : nouvelle ligne de figurines très fidèle à la série vintage et dotée d'un grand nombre d'articulations.

### Séries d'animation
- Les Maîtres de l'univers (1983-1985) : la toute première série racontant la lutte entre Musclor et les forces de Skeletor sur Eternia.
- She-Ra, la princesse du pouvoir (1985-1986) : la série spin-off de MOTU raconte la lutte opposant la Rébellion d'Etheria à la Horde.
- He-man, le héros du futur (1990-1991) : une suite futuriste des Maîtres de l'univers.
- He-Man and the Masters of the Universe (2002 - 2003) : une nouvelle série fidèlement inspirée de la première a été produite par Mike Young Productions en 2002.
- She-Ra et les Princesses au pouvoir (2018 - 2020) : reboot des aventures de She-Ra pour Netflix.
- Les Maîtres de l'Univers : Révélation / Révolution (Masters of the Universe: Revelation / Revolution, 2021) : suite de la série Les Maîtres de l'univers diffusée sur Netflix.
- Musclor et les Maîtres de l'univers (en) (He-Man and the Masters of the Universe, 2021) : une réinvention de la série animée originale diffusée sur Netflix.

### Bandes dessinées

#### Minicomics (1981-1987)
Chaque figurine des Maîtres de l'univers était accompagnée d'un petit comics mettant en scène le personnage. De qualité très inégale, certains minicomics sont néanmoins de réels chefs-d'œuvre. D'abord créés par DC, Mattel a réalisé les suivants. Les auteurs sont Steven Grant, Bruce Timm, Peter Ledger, Phil White, Larry Houston.

#### Comics
- DC Comics (1982-1983) a lancé une série Les Maîtres de l'univers en 5 épisodes. Terreur sur Eternia (From Eternia with death!) -où Musclor rencontre Superman- developpe les éléments qui feront le succès du dessin animé de Filmation.
- Marvel /Star Comics 1986-1988 a également lancé sa série MOTU qui durera 14 épisodes, depuis l'arrivée de la Horde jusqu'au film live, par Mike Carlin & Ron Wilson.
- En France et en Belgique, Euredif/ le Club des Maîtres de l'univers a diffusé en 1985 un comics directement inspiré de la série animée. La qualité du magazine n'était hélas pas au rendez-vous...
- En 2003, Image et Crossgen ont publié deux séries, tirées du nouveau dessin animé.

#### BD cartonnées et livres de coloriage
Il existe un nombre impressionnant de BD en tous genres et destinées à tous les âges. Au plus fort de la fureur MOTU, Mattel délivrait sa licence tous azimut, pour le meilleur et pour le pire. Les principaux éditeurs sont Golden, Ladybird et Kid Stuff.

### Films et longs métrages
- Les Maîtres de l'univers : Le Secret de l'épée est un long-métrage animé de Lou Scheimer diffusé au cinéma en octobre 1985. Il sert d'introduction à la série animée She-Ra, la princesse du pouvoir.
- Les Maîtres de l'univers : La Revanche de Skeletor est un long-métrage animé de Lou Scheimer produit en 1985 pour la télévision. Ce "Spécial Noël" est un crossover entre Les Maîtres de l'univers et She-Ra, la princesse du pouvoir.
- Les Maîtres de l'univers est un film live réalisé par Gary Goddard et sorti en salles le 9 décembre 1987. Il s'agit d'une libre adaptation de la série animée avec Dolph Lundgren et Courteney Cox dans les rôles principaux. En réalisant ce film, Gary Goddard essaie de rendre hommage à Jack Kirby et s'inspirent des créations de celui-ci : Les Quatre Fantastiques contre le Docteur Fatalis, le Quatrième monde, Thor[2].
- Un nouveau film en prises de vues réelles, Masters of the Universe, réalisé par Travis Knight et produit par Amazon MGM, est annoncé pour 2026[3].

### Jeux vidéo
- Masters of the Universe: The Power of He-Man (1983) sur Intellivision et Atari 2600
- He-Man: Power of Grayskull (2002) sur Game Boy Advance
- He-Man: Defender of Grayskull (2005) sur PlayStation 2

### Jeu de société
- Le Défi de Musclor, de Dan Glimne, 1984, Jeux Nathan.

### Jeu de rôle
The Masters of the Universe Role Playing Game (1985), publié par FASA, est à la frontière du jeu de plateau et du jeu de rôle, à la manière de Heroquest.

## Influences dans la culture populaire
En tant qu'icônes de la culture populaire, Musclor et les Maîtres de l'univers sont apparus ou ont été mentionnés à maintes reprises dans différents médias. Nous présentons ci-dessous quelques exemples :
- Plusieurs épisodes de la série Robot Chicken (2005) mettent en scène les personnages des séries de MOTU ou de She-ra.
- Les Maîtres de l'univers sont évoqués dans le roman Le Bûcher des vanités de Tom Wolfe en 1987. Par analogie aux figurines de sa fille, c'est ainsi que le personnage Sherman McCoy surnomme les traders de Wall Street.
- La figurine de Mer-man apparaît dans le film L'Œil au beur(re) noir de Serge Meynard en 1987, avec Smaïn et Pascal Légitimus.
- La figurine de Ram Man apparaît dans le film L'Indien du placard de Frank Oz en 1995.
- La figurine Skeletor apparait dans un épisode de Manimal, l'homme animal.
- Les Maîtres de l'univers sont un groupe de geek dans l'épisode 4 de la 3e saison de Gossip Girl en 2009.
- Un mème Internet mettant en scène Musclor chantant What's up des 4 Non Blondes dans une version très gay friendly totalise plusieurs millions de vues sur YouTube[5]
- Dans le film L'Expérience interdite, William Baldwin est déguisé en squelette pour la nuit d'Halloween. Oliver Platt le surnomme Skeletor.
- Dans le film Green Lantern, Hal Jordan (Ryan Reynolds) essaie d'ouvrir la lanterne par des formules magiques et crie notamment « By the Power of Greyskull » (« Par le pouvoir du crâne ancestral »).
- Dans le film Hot Fuzz, Nick Frost s'exclame à plusieurs reprises « By the Power of Greyskull » (« Par le pouvoir du crâne ancestral »).
- Dans le film Hard Corner : Le Film, le personnage d'Alpha Man est un hommage à Musclor, le film débute d'ailleurs sur une parodie du générique de Musclor.